# Patrik Andersson
Patrik Jonas Andersson (Borgeby, 18 de agosto de 1971) é um ex-futebolista sueco que atuava como zagueiro. Integrou a Seleção Sueca de Futebol por uma década, participando em 2 Copas do Mundo (1994 e 2002) e da Eurocopa de 2000.

## Carreira por clubes
Revelado no Bjärreds IF, clube de sua cidade, Patrik Andersson ganhou o apelido que o acompanha até hoje (Bjärred). Eficiente nas bolas aéreas devido à sua altura (1,85 metro), foi para o Malmö em 1988, e se profissionalizou no ano seguinte, com apenas 17 anos. Em sua primeira passagem, que durou até 1992, o zagueiro não conquistou nenhum título, saindo com 90 partidas disputadas e 11 gols marcados.
Em dezembro de 1992, foi contratado pelo Blackburn Rovers por 800 mil libras, mas pouco atuou pela equipe inglesa: foram apenas 12 jogos, sem nenhum gol. No entanto, teve um mérito: faz parte de um pequeno grupo de estrangeiros que disputou a primeira edição da Premier League inglesa, além de ter sido um dos primeiros estrangeiros contratados pelo Blackburn.
Sem espaço nos Rovers, Andersson mudou-se para a Alemanha, contratado pelo Borussia Mönchengladbach, onde conseguiu destaque nas seis temporadas com a equipe: foram 187 partidas, com 11 gols marcados, e o título da Copa da Alemanha em 1995. Em 1999, assinou com o Bayern de Munique, onde jogou 65 partidas e marcou um gol, contra o Hamburgo. No gigante da Baviera, o zagueiro conquistou mais uma Copa da Alemanha e a Liga dos Campeões da UEFA de 2000–01 - mesmo perdendo um dos pênaltis na decisão contra o Valencia.
Após a Champions, Andersson foi contratado pelo Barcelona, permanecendo por três temporadas na equipe blaugrana. Em três temporadas, o zagueiro começou a sofrer com lesões que o limitaram a 31 partidas até 2004, sem ter feito nenhum gol.
Sem chances no Barcelona, Andersson decidiu regressar ao Malmö ao final de 2004. Foi o capitão da equipe que sagrou-se campeã nacional na temporada de 2005, sendo o primeiro título com a camisa dos Di blåe - e o último em sua carreira. Entretanto, as lesões seguiam perseguindo o zagueiro, que após sofrer uma entrada forte na partida entre Malmö e Thun (Suíça), em 10 de agosto de 2005. Dois dias depois, Andersson anunciou sua aposentadoria, às vésperas de completar 34 anos. Atualmente é olheiro do Manchester United na Escandinávia.

## Seleção
Com a Seleção Sueca, disputou duas Eurocopas (1992 e 2000) e duas Copas (1994 e 2002), além das Olimpíadas de 1992. Nas três primeiras competições, outro Andersson integrava os respectivos elencos: era o atacante Kennet Andersson, que, no entanto, não possui parentesco. Já em 2002, um terceiro jogador com o mesmo sobrenome, o atacante Andreas, integrou o elenco.
No Mundial sediado em conjunto por Coreia do Sul e Japão, era o capitão da equipe que ficou nas oitavas-de-final do torneio, mas não entrou em campo em virtude das lesões no joelho, que já o preocupavam antes do torneio - a braçadeira foi repassada a Johan Mjällby. Entre 1992 e 2002, foram 96 jogos e quatro gols marcados, além de 4 presenças na equipe sub-23, marcando um gol.

## Curiosidade
Roy Andersson, pai de Patrik, também era zagueiro na época de jogador, tendo atuado em apenas uma equipe: o Malmö, entre 1968 e 1983, além de ter disputado a Copa de 1978. Já o irmão mais novo, Daniel (seis anos e 10 dias mais jovem que o ex-zagueiro), também foi revelado nos Di blåe e encerrou a carreira de jogador em 2013, sendo atualmente diretor-esportivo da equipe. Ambos jogaram juntos a Eurocopa de 2000 e a Copa de 2002.